# Cratere Porvoo
Porvoo  è un cratere sulla superficie di Marte.